# وارونگی (دانش مالی)
وارونگی ، (به انگلیسی: Backwardation) یا تئوری وارونگی، به تئوری گویند که با توجه به مبلغ یک قرارداد آتی یا پیمان آتی و زمان انقضاء آن قرارداد یا پیمان، توسعه پیدا کرده‌است. در تئوری وارونگی مبلغ قرارداد آتی با توجه به نزدیک شدن به سررسید آن افزایش می‌یابد، حال آنکه به‌طور معمول ارزش این قراردادها با نزدیک شدن به زمان سررسید، کاهش می‌یابد.
این پدیده هنگامی رخ می‌دهد، که بازده قرارداد از نرخ بدون ریسک تجاوز نماید. در این نوع قرارداد و شرایط فروشنده اوراق یا دارایی، زمانی بیشترین منفعت را می‌برد، که تا لحظه نهایی مقرر در قرارداد یا پیش از رسیدن تاریخ انقضاء، دارایی مورد معامله را تحویل خریدار ندهد.